# Världsmästerskapen i bordtennis 1951
Världsmästerskapen i bordtennis 1951 spelades i Wien under perioden 2-11 mars 1951.

## Medaljörer

### Lag
| Disciplin            | Guld                                                                                      | Silver                                                         | Brons                                                                                |
| Herrarnas lagtävling | Tjeckoslovakien Ivan Andreadis Ladislav Štípek Vaclav Tereba František Tokár Bohumil Váňa | Ungern Jozsef Farkas József Kóczián Ferenc Sidó Kalman Szepesi | Jugoslavien Žarko Dolinar Josip Gabric Vilim Harangozo Zdenko Uzorinac Josip Vogrinc |
| Damernas lagtävling  | Rumänien Paraschiva Patulea Angelica Rozeanu Sari Szasz                                   | Österrike Gertrude Pritzi Ermelinde Wertl Gertrude Wutzl       | England Margaret Franks Joyce Roberts Diane Rowe Rosalind Rowe                       |
| Damernas lagtävling  | Rumänien Paraschiva Patulea Angelica Rozeanu Sari Szasz                                   | Österrike Gertrude Pritzi Ermelinde Wertl Gertrude Wutzl       | Wales Audrey Bates Audrey Coombs Betty Gray                                          |

### Individuellt
| Disciplin   | Guld                          | Silver                          | Brons                           |
| Herrsingel  | Johnny Leach                  | Ivan Andreadis                  | Vaclav Tereba                   |
| Herrsingel  | Johnny Leach                  | Ivan Andreadis                  | Ferenc Sidó                     |
| Damsingel   | Angelica Rozeanu              | Gizella Farkas                  | Gertrude Pritzi                 |
| Damsingel   | Angelica Rozeanu              | Gizella Farkas                  | Leah Thall                      |
| Herrdubbel  | Ivan Andreadis Bohumil Váňa   | József Kóczián Ferenc Sidó      | Ladislav Štípek František Tokár |
| Herrdubbel  | Ivan Andreadis Bohumil Váňa   | József Kóczián Ferenc Sidó      | Jack Carrington Johnny Leach    |
| Damdubbel   | Diane Rowe Rosalind Rowe      | Angelica Rozeanu Sari Szasz     | Gizella Farkas Rozsi Karpati    |
| Damdubbel   | Diane Rowe Rosalind Rowe      | Angelica Rozeanu Sari Szasz     | Pauline Ichkoff Leah Thall      |
| Mixeddubbel | Bohumil Váňa Angelica Rozeanu | Vilim Harangozo Ermelinde Wertl | Johnny Leach Diane Rowe         |
| Mixeddubbel | Bohumil Váňa Angelica Rozeanu | Vilim Harangozo Ermelinde Wertl | József Kóczián Rozsi Karpati    |

### Fotnoter
1. ↑  ”World Championships Results”. ITTF Museum. Arkiverad från originalet den 11 maj 2012. https://web.archive.org/web/20120511103023/http://www.ittf.com/museum/results/WorldChresults.html. Läst 7 april 2012.
2. ↑  ”ITTF Statistics”. ittf.com. Arkiverad från originalet den 4 mars 2016. https://web.archive.org/web/20160304071141/http://www.ittf.com/ittf_stats/All_events4.asp?Competition_ID=18. Läst 7 april 2012.